# Shiggaon
Shiggaon é uma panchayat (vila) no distrito de Haveri, no estado indiano de Karnataka.

## Geografia
Shiggaon está localizada a 15° 00′ N, 75° 14′ L. Tem uma altitude média de 601 metros (1971 pés).

## Demografia
Segundo o censo de 2001, Shiggaon tinha uma população de 24 318 habitantes. Os indivíduos do sexo masculino constituem 51% da população e os do sexo feminino 49%. Shiggaon tem uma taxa de literacia de 59%, inferior à média nacional de 59,5%: a literacia no sexo masculino é de 65% e no sexo feminino é de 53%. Em Shiggaon, 14% da população está abaixo dos 6 anos de idade.